# Таусенгірово
Таусенгі́рово (рос. Таусенгирово, башк. Тауһеңер) — присілок у складі Кармаскалинського району Башкортостану, Росія. Входить до складу Шаймуратовської сільської ради.
Населення — 70 осіб (2010; 95 в 2002).
Національний склад:
- башкири — 75 %